# 馬渕有咲
馬渕 有咲（まぶち ありさ、1995年5月18日 - ）は、日本の映画監督、元タレントである。東京都出身。
2016年10月31日付けでベリーベリープロダクションとの契約終了。同時に芸能界引退。

## 略歴
- 2009年7月15日よりヴィズミックプロモーションに所属。その後、CESへ移籍[1]し、2015年からベリーベリープロダクション所属、2016年10月31日付けでベリーベリープロダクションとの契約終了。同時に芸能活動も終了する。
- 2010年4月、「原宿カフェ・クレープ」のイメージガール・ジュニア、「CREPES BAMBINA 2010」のメンバーとして選ばれる。
- 2011年4月から、ドラマ『鈴木先生』でドラマ初出演。
- 2014年8月より学業を理由に芸能活動を休止[2]。
- 2015年2月に青山学院大学総合文化政策学部に合格したことをうけ、芸能活動再開[3]。
- 2016年10月、ベリーベリープロダクションとの契約終了。芸能活動を引退する。

## 人物
- 好きなスポーツはバスケット。以前はバスケットボール部に所属していたが、のちに帰宅部に。

## 出演

### テレビドラマ
- 鈴木先生（2011年、テレビ東京） - 丹沢栞 役
- BeeTV「悪の教典 -序章-」- 女子生徒1役（2012.10.15 - ）
- サキ（2013年、関西テレビ） - 野村祐樹（高校生時代） 役
- たべるダケ8話 (テレビ東京)　- 和紗の友人役（13.8.30）
- ブラック・プレジデント2話 (2014年、関西テレビ/フジテレビ)
- セーラーゾンビ9話　(テレビ東京)　-アイカの友人役（14.6.20)

### 映画
- 「鈴木先生」- 丹沢栞役（13.1.12公開）
- 「継（リレー)」- 三枝京子役　監督：野本史生(2012.10.13 - 14）

### TV
- 日本テレビ「ゲーマーズTV　夜遊び三姉妹」(12.12.6）
- 日本テレビ「ミュージックドラゴン　『朗読少女』」（13.11.22）
- チバテレビ「誉田進学塾のすゝめ! ナイツ&U字工事の知ったかぶり甲子園」アシスタント（14.1.10 - 31）

### CM・広告
- CREPES 2010 BAMBINA イメージガール（2010年4月 - 2011年3月）
- Z会 2012年 中学生向けパンフレット イメージモデル（2012年）
- マクドナルド「15ピース チキンマックナゲット」（12.9.5 - 12.4）
- サンブロス「FUNKY BASS」（12.11.24 - 13.5.23）
- 誉田進学塾「『競い合う仲間』篇」（13.7.1 - 14.6.30）
- シャープ「PrintSmash」（14.6.16 - 7.15）

### 舞台
- B-baby #2 「空隙」てあとるらぽう（2011年7月28日 - 31日）
- 「Short Sweet Story　芸術の秋編」絵空箱（12.11.15 - 18）
- 「ごきげんなマティーニ」コフレリオ新宿シアター (2017年10月27日 - 29日)

### リリース
- 「特警戦隊サイレンジャーVS忍者特捜ジャスティーウィンド」（ZENピクチャーズ)- ホワイトウィンド役（2012発売）
- 「ダークヒロイン 女蝶人ピンクパピヨン」（ZENピクチャーズ）- 羽村舞役（13.6.28）

### DVD
- 1stDVD「はじめまして有咲だよ！」[4][5]（イーネット・フロンティア）（13.12.20）

### NET
- デ☆ビューCh（@TV）（12.11.1）
- ミスアクション電子写真集（13.2.15）
- 月刊タレントパワーランキング（アーキテクト）（13.6.1 - 30）
- YouTubeチャンネル 「馬渕有咲」開設（2016.1.22）

### イベント
- 「映画鈴木先生」大ヒット御礼舞台挨拶@渋谷TOEI（13.1.20）

### 雑誌
- 漫画アクション「ミスアクション2013」ファイナリスト（12.12.18 - ）
- 「girls!」（双葉社）（13.11.21）